# Негермеммінґен
Негермеммінґен (нім. Nähermemmingen) — мікрорайон міста Нердлінген, району Донау-Ріс у складі округу Швабія, федеральної землі Баварія.
Район має 702 жителя (станом на 1 січня 2011 року) і розташований на висоті 436 м над рівнем моря.
Під час Тридцятилітньої війни недалеко села відбулась битва при Нердлінгені в 1634 році.

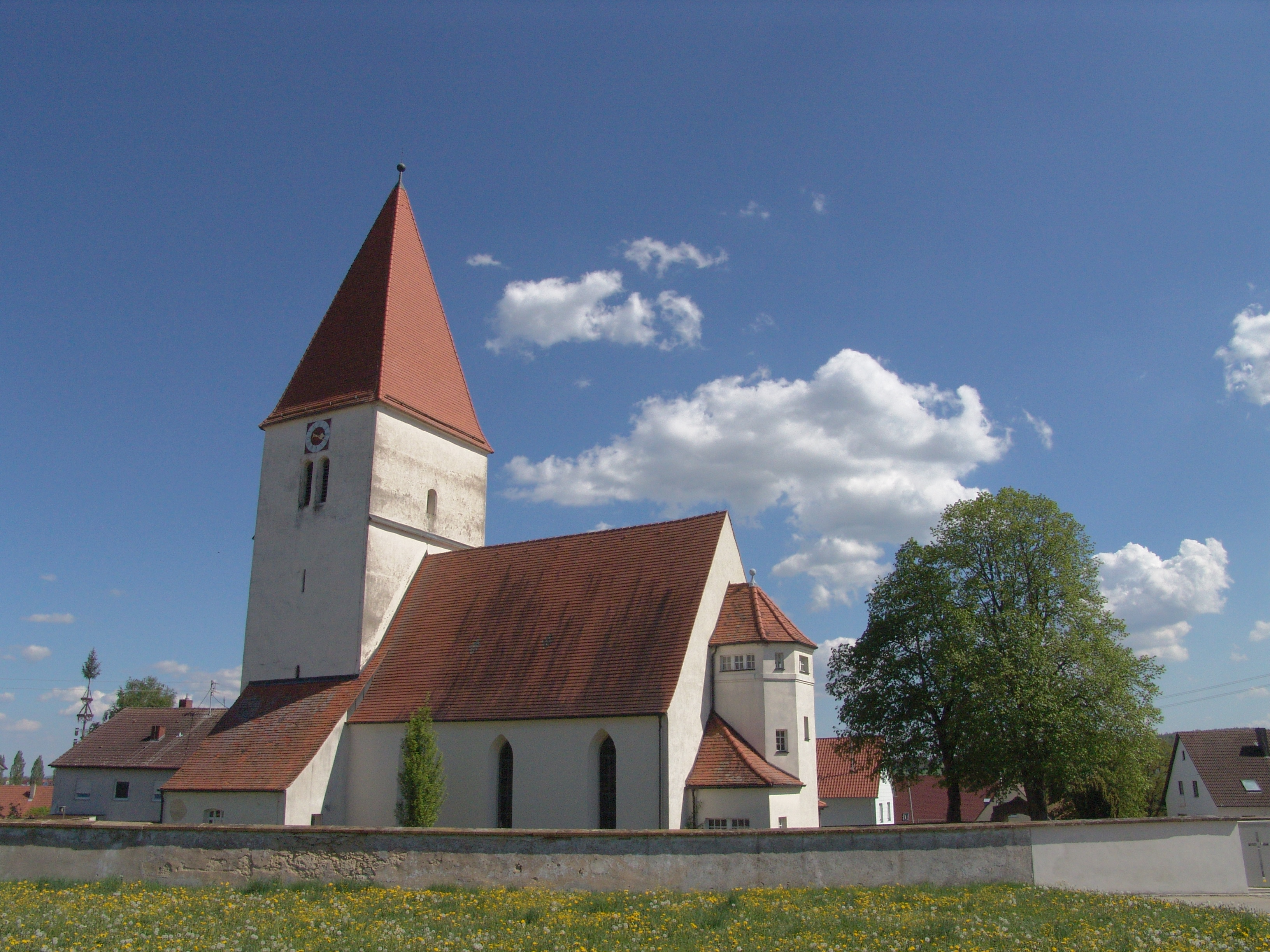
Nähermemmingen Marienkirche 011